# スマイリー (小惑星)
スマイリー (1613 Smiley) は、小惑星帯の小惑星。自転が非常に遅い。シルヴァン・アランがベルギー王立天文台で発見した。
アメリカ人の天文学者チャールズ・スマイリーに因んで名付けられた。